# Alos (Tarn)
Alos (occitanisch Alans) ist eine südfranzösische Gemeinde mit 97 Einwohnern (Stand 1. Januar 2022) im Département Tarn in der Region Okzitanien. Die Gemeinde gehört zum Arrondissement Albi und zum Kanton Vignobles et Bastides. Die Einwohner werden Alosois und Alosoises genannt.

## Lage
Alos liegt in der Landschaft Gaillacois, etwa 24 Kilometer westnordwestlich von Albi. Umgeben wird Alos von den Nachbargemeinden Itzac im Norden und Nordwesten, Loubers im Norden und Nordwesten, Cahuzac-sur-Vère im Osten, Andillac im Osten und Südosten, Vieux im Süden und Südwesten sowie Campagnac im Westen.

## Bevölkerungsentwicklung
| Jahr                       | 1962 | 1968 | 1975 | 1982 | 1990 | 1999 | 2006 | 2017 |
| Einwohner                  | 138  | 150  | 149  | 132  | 123  | 130  | 124  | 93   |
| Quellen: Cassini und INSEE |      |      |      |      |      |      |      |      |

## Sehenswürdigkeiten
- Kirche Saint-Sauveur
- Schloss Alos aus dem 15. bus 17. Jahrhundert